# Судзуки, Сёго
Сёго Судзуки (яп. 鈴木 省吾 Судзуки Сёго, род. 12 апреля 1963, Токио, Япония) — японский актёр, сэйю и рассказчик.. В начале своей карьеры он снимался в телевизионных рекламных роликах и обучающих видео для сотрудников организаций. Первой ролью Судзуки в качестве сэйю был персонаж Винсент Валентайн, которого он впервые озвучил в анимационном фильме «Последняя фантазия VII: Дети пришествия» (2005).

## Фильмография
| Год  | Название                                | Роль              | Примечания |
| ---- | --------------------------------------- | ----------------- | ---------- |
| 2005 | Последняя фантазия VII: Дети пришествия | Винсент Валентайн | [ 6 ]      |
| 2006 | Dirge of Cerberus: Final Fantasy VII    | Винсент Валентайн | [ 6 ]      |
| 2017 | Dissidia Final Fantasy Opera Omnia      | Винсент Валентайн | [ 7 ]      |
| 2024 | Final Fantasy VII Rebirth               | Винсент Валентайн | [ 6 ]      |

## Театр
| Год  | Название                            | Роль            | Примечания |
| ---- | ----------------------------------- | --------------- | ---------- |
| 2007 | Рок-мюзикл Блич: Тень кровавой луны | Кэмпати Дзараки | [ 6 ]      |